# 요술상자
《요술상자》(러시아어: Котики, вперёд!; 영어: Kit and Kate)는 러시아의 텔레비전 애니메이션으로 Toonbox 사에서 제작하였다. 대한민국에서는 한국교육방송공사에서 방송하였다.

## 전개 방식
놀거리를 찾는 고양이 남매 키트와 케이트는 상자 안으로 들어가 물건을 발견한다. 남매는 그 뒤 상자 밖으로 나와, 발견한 물건을 이용한 모험을 벌이나 키트, 케이트, 혹은 남매 모두의 행동때문에 모험이 실패한다. 그 때, 부모 중 하나가 지나가는 인물로 변장하여 남매에게 다가가 이야기를 들은 뒤 충고를 준다. 지나가는 인물의 정체를 알고 있는 남매는 고맙다고 말한 뒤 처음으로 돌아가 충고받은 내용을 실천하여 모험에 성공한다.

## 등장 인물
- 키트(러시아어: Котя; 영어: Kit; 한국어 성우: 김수영)
- 케이트(러시아어: Катя; 영어: Kate; 한국어 성우: 장은숙)
- 엄마(러시아어: Мама; 영어: Mom; 한국어 성우: 김은아)
- 아빠(러시아어: Папа; 영어: Dad; 한국어 성우: 이민규)
- 오리 삼형제(러시아어: Утята; 영어: Ducks)